# 明光鎧
明光鎧是中國古代後漢末期出現，直至南北朝和唐朝仍然廣泛運用的一種鎧甲。

## 铠甲形制
這種鎧甲的主要特徵是在鎧甲胸部上有一或兩塊經過打磨，稱作護心鏡的橢圓形防護金屬片。背部或用皮革或也用金屬片。護心鏡在陽光的反射下護心鏡可以發出奪目明亮的光芒，故名明光鎧。根據出土文物，明光鎧有貴重簡陋制式。貴重的設計與另一種筩袖鎧相似，全身以鱗甲片覆蓋，肩袖與胴鎧一體的步兵鎧甲。簡陋的與兩當甲相似。加拿大皇家安大略博物館藏河北景县封氏幕出土北魏彩绘陶武士俑身上的就是後一種。
在曹植的上先帝賜鎧表中如是描述：「先帝賜臣鎧：黑光、明光各一領、兩當鎧一領。今代以昇平，兵革無事，乞悉以付鎧曹自理。 」
當中，黑光鎧是以特別方法處理，使護心鏡啞光的明光鎧；而明光則是明光鎧。從此文亦可得知明光鎧之珍貴，為將領、軍官所用。

## 图集

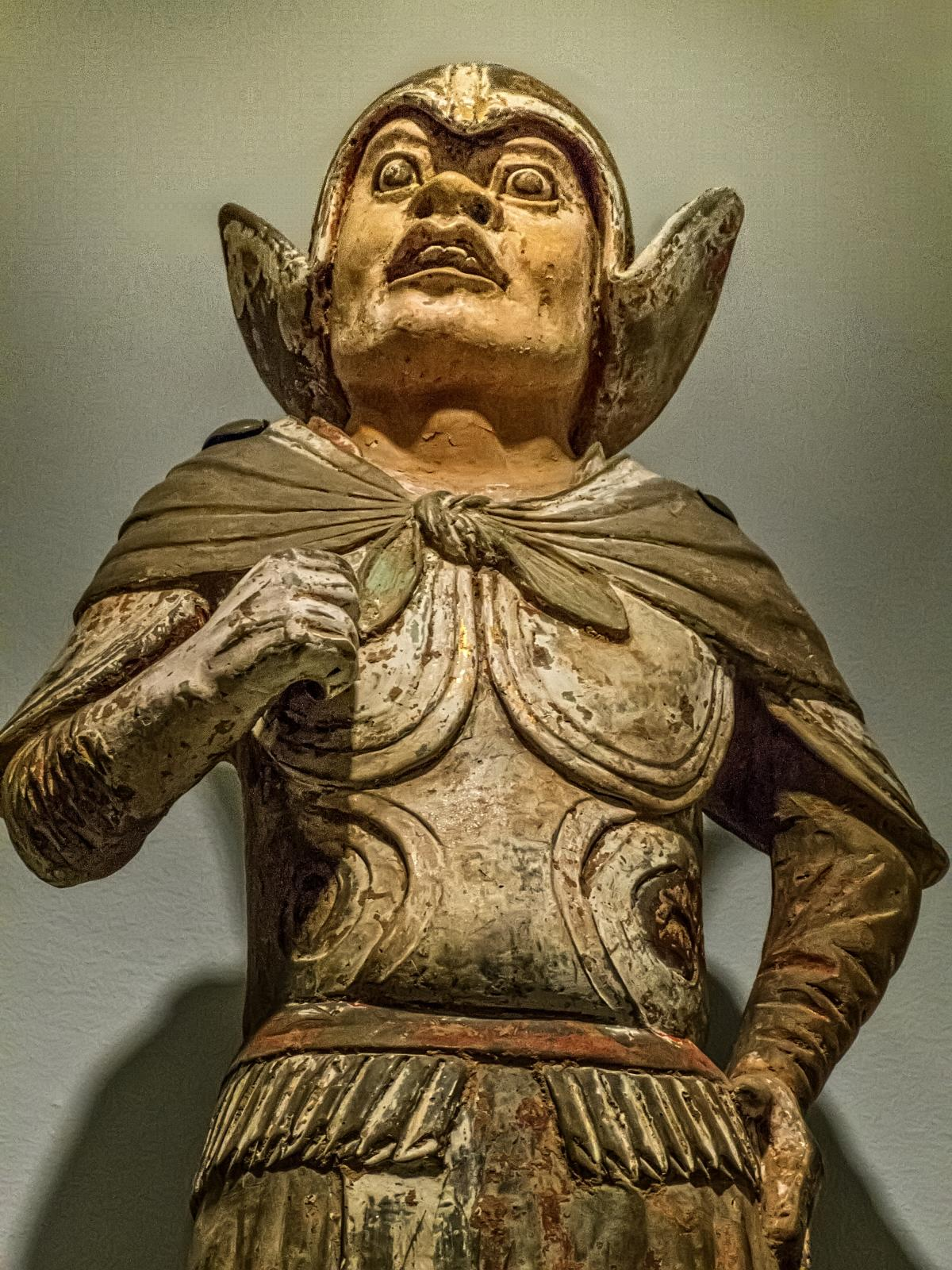
出土于隋唐墓穴中身着明光铠的雕塑陪葬品